# 匍匐半柱花
匍匐半柱花（学名：Hemigraphis reptans）是爵床科半柱花属的植物。分布于菲律宾、香港、台湾及日本等地。

## 种下等级
- Ruellia reptans Forst.